# HIFK
Pour le club de handball, voir Helsinki IFK (handball).
Le HIFK (HIFK signifiant Idrottsföreningen kamraterna i Helsingfors) est un club sportif de Finlande localisé dans la capitale, Helsinki et fondé en 1897 quand la ville était toujours suédophone. Bien que le HIFK tienne des activités dans plusieurs sports, tels que le football, le bandy, le floorball, le handball, l'athlétisme et le bowling, le club est surtout connu pour son équipe de hockey sur glace, qui existe depuis 1927 et qui évolue dans la Liiga et a remporté 6 championnats en 1969, 1970, 1974, 1980, 1983, 1998 et 2011.

## Histoire
L'une des principales influences du HIFK est Carl Brewer. Engagé en 1968 comme entraîneur du HIFK, il a préconisé un style nord-américain qui a persisté longtemps au HIFK. Brewer a influencé la façon dont le hockey est joué en Finlande et ce qui le conduit à sa récompense de the finish Hockey Hall of Fame en 2003.[réf. nécessaire]
L'équipe a remporté le championnat de Finlande en 1969, 1970, 1974, 1980, 1983 1998 et 2011.

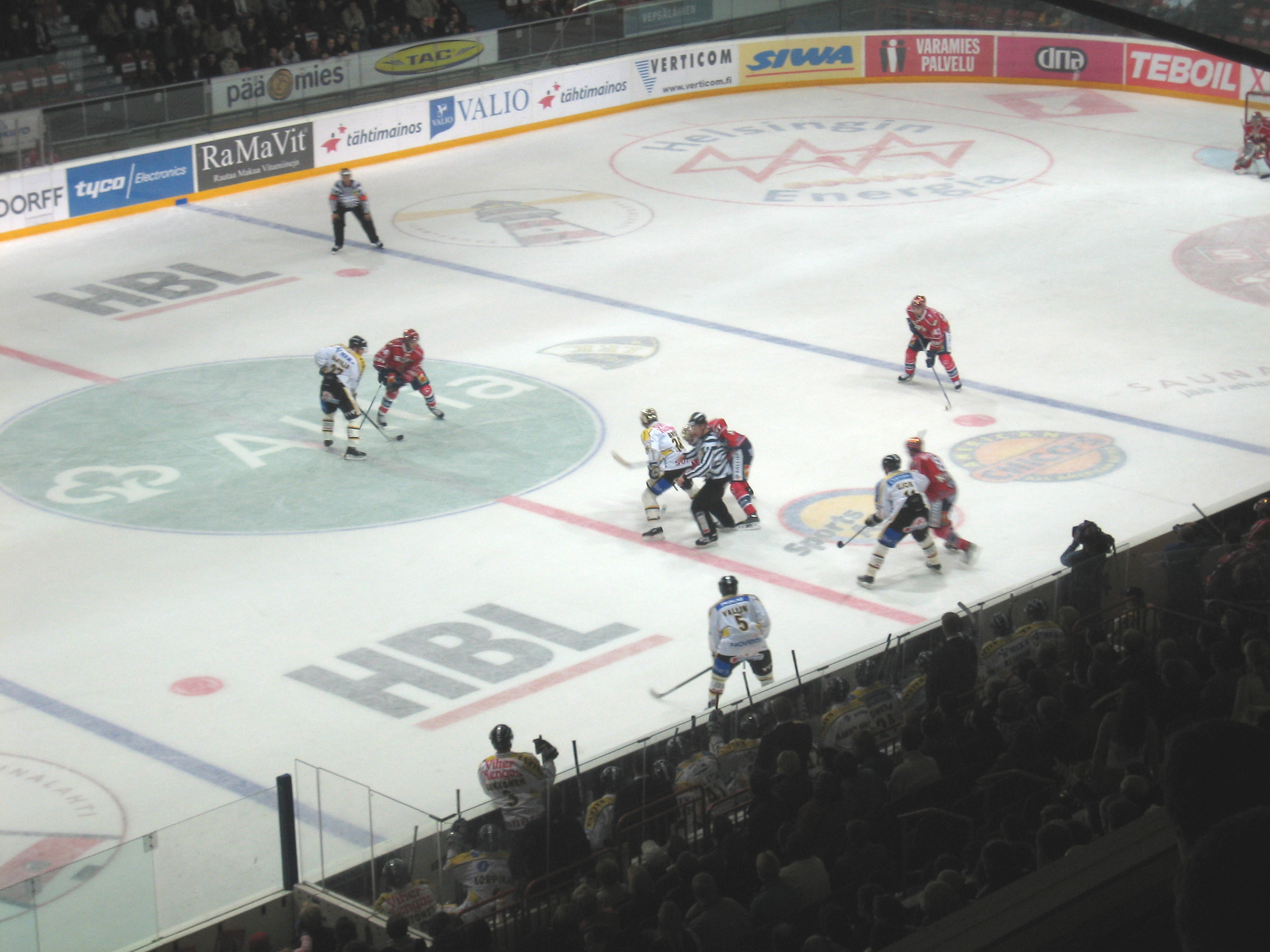
HIFK contre Kärpät en 2005

## Joueurs

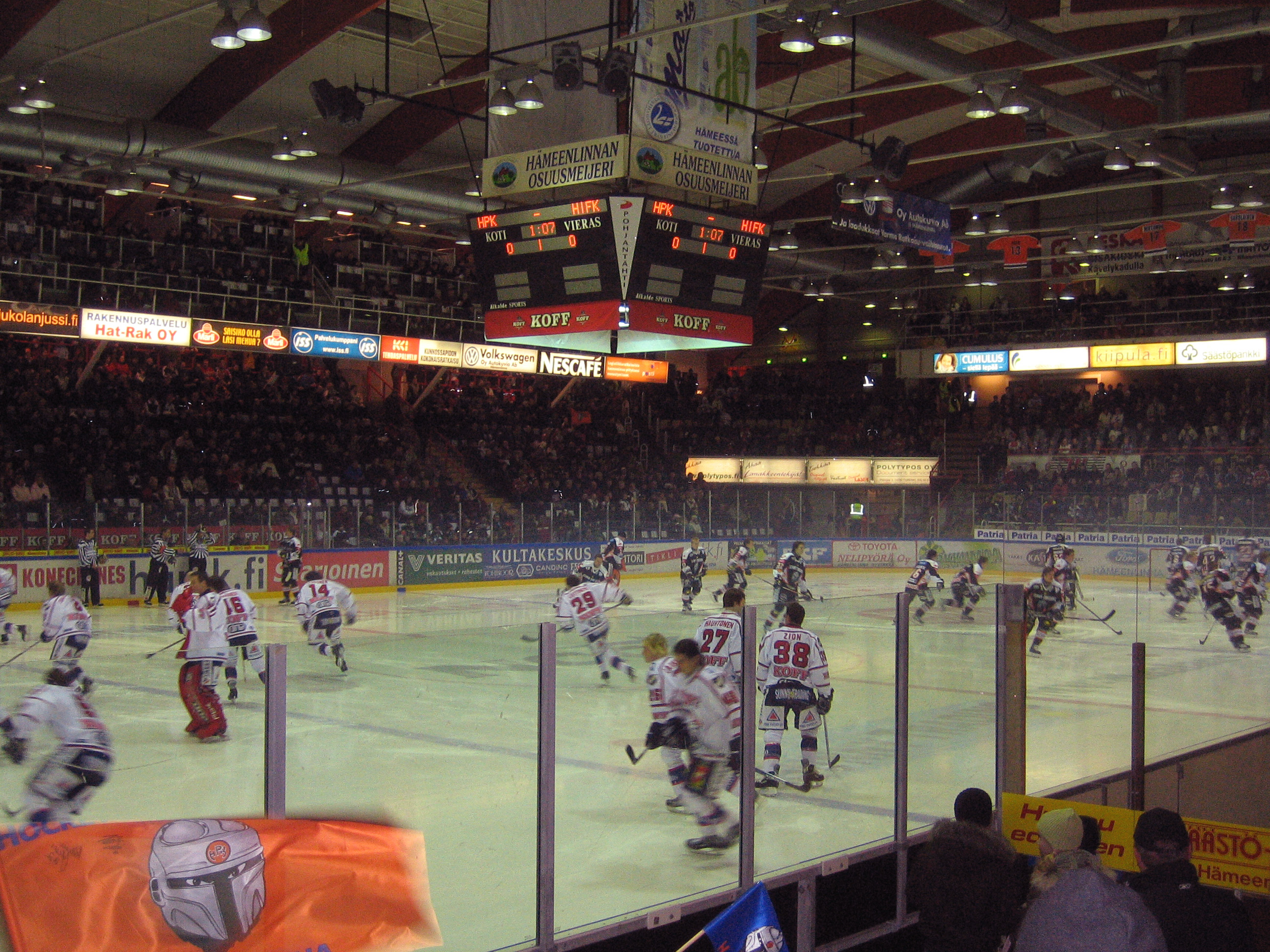
HIFK (en blanc) lors d'un échauffement avant un match contre HPK Hämeenlinna.

## Numéros retirés
- 1 Stig Wetzell, 1972-1983
- 5 Heikki Riihiranta, 1967-1983
- 7 Simo Saarinen, 1980-1996
- 17 Matti Murto, 1964-1983
- 20 Matti Hagman, 1972-1992
- 22 Mika Kortelainen, 1986-2002
- 23 Pertti Lehtonen, 1976-1998
- 35 Sakari Lindfors, 1985-2002